# 引發騷亂
《引發騷亂》（英語：Causing a Commotion）是美國女歌手瑪丹娜在1987年8月發行的歌曲，為電影《她是誰》（Who's That Girl）的片中插曲。〈引發騷亂〉收錄在電影原聲帶《她是誰》中，它在告示牌單曲榜成績為第2名。

## 資料

### 歌曲簡介
〈引發騷亂〉由瑪丹娜和音樂搭檔Stephen Bray兩人共同譜寫編製，獲得第3名的〈忠實者〉也是出自兩人之手。〈引發騷亂〉為瑪丹娜所主演的電影《她是誰》（Who's That Girl）中的電影插曲之一，是一首節奏輕快的流行舞曲，和〈跟上旋律〉一樣都是瑪丹娜在1980年代最經典的舞曲之一。

### 商業成績
〈引發騷亂〉挾著冠軍單曲〈她是誰〉的氣勢，1987年9月12日進入單曲榜，首週即佔據第41名，後續以穩定的速度名次向上攀升，雖然當時唱片公司並未幫〈引發騷亂〉拍攝音樂影片來輔助宣傳，但這首流行舞曲依舊在1987年10月24日來到亞軍位置，在蟬連三週亞軍之後名次始往下掉，成為瑪丹娜未拍攝MV的單曲當中成績最高的一首。〈引發騷亂〉在單曲榜內一共待了18週，比〈她是誰〉還多了2週，在1987年告示牌年終百大單曲名列第46名。〈引發騷亂〉在英國也獲得第4名的好成績。